# Otto Baer (entrepreneur)
Pour les articles homonymes, voir Otto Baer et Baer.
Otto Baer junior, de son vrai nom Emil Otto Baer (né le 7 novembre 1880 à Dresde, mort le 1er août 1947 à Torgau) est un industriel allemand.

## Biographie
Otto Baer entre dans l'entreprise de son père en tant que co-directeur de l'usine de peinture, l'une des plus importantes de la région.
En 1932, après la mort de son père, Otto Baer reprend la direction de l'entreprise. Elle emploie jusqu'à 250 employés au début de la Seconde Guerre mondiale.
En tant qu'ami de Friedrich Olbricht, il est impliqué dans la préparation du complot du 20 juillet 1944.
En 1946, il est dénoncé pour propagande anti-soviétique, arrêté et condamné à dix ans de travaux forcés. Il meurt dans un camp spécial à Torgau. Après les changements politiques, il est réhabilité à titre posthume.